# Studio Proteus
Studio Proteus (англ. Студия «Протей») — американская компания, занимавшаяся импортом и переводом манги. Она была основана в 1986 году переводчиком Тореном Смитом, со штаб-квартирой в Сан-Франциско. Кроме самого Торена Смита, в компании работали переводчик Дейна Льюис (англ. Dana Lewis), редактор Том Ожеховски (Tom Orzechowski) и переводчик и редактор Томоюки Сайто. Studio Proteus работала с разными издательствами, включая Viz Media, Innovation Publishing и Eclipse Comics, но основными партнёрами являлись Dark Horse и Eros Comix, подразделение Fantagraphics, специализирующееся на эротической манге.
Изначально Studio Proteus создавалась как компания, которая выбирает, импортирует, лицензирует, переводит и редактирует мангу. Сама же публикация осуществлялась такими издательствами, как Innovation Publishing и Dark Horse. В частности, Торен Смит убедил Dark Horse издать «Мою богиню», ставшую хитом и бестселлером Dark Horse на долгие годы. В 1990-х годах Studio Proteus вместе с Dark Horse были одной из самых влиятельных американских компаний, конкурируя с Viz Media на поприще манга-индустрии. С 2000 года вместе с Dark Horse работала над манга-журналом Super Manga Blast, а в феврале 2004 года была приобретена Dark Horse.